# Papa Westray

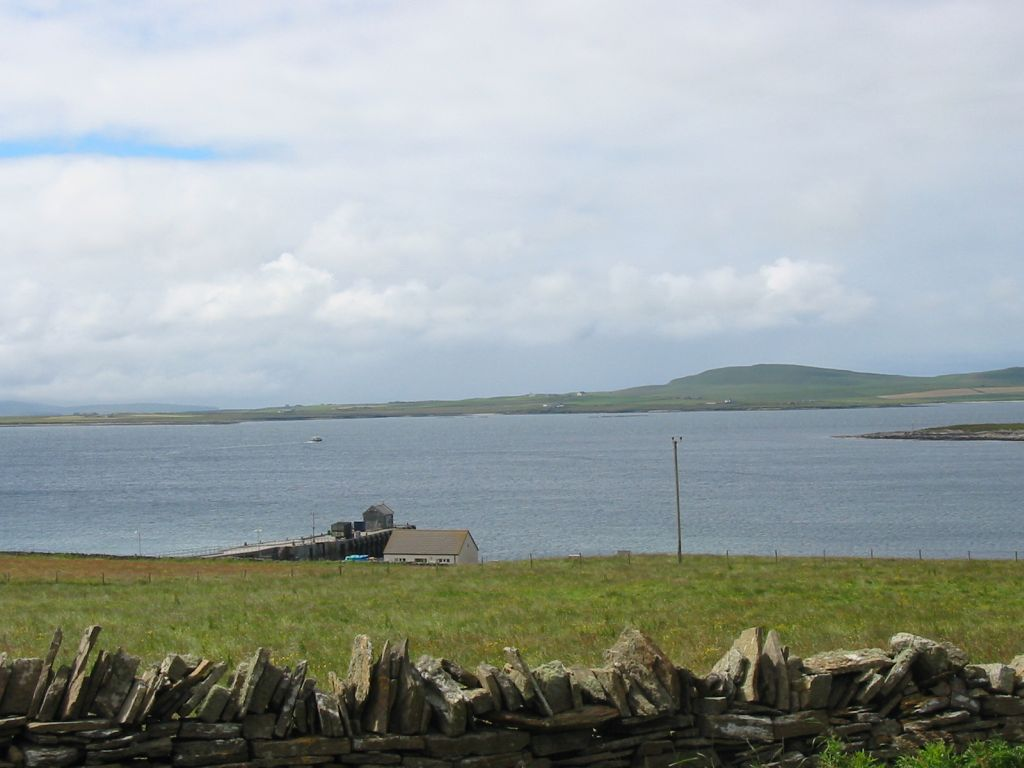
Westray gezien vanaf Papa Westray

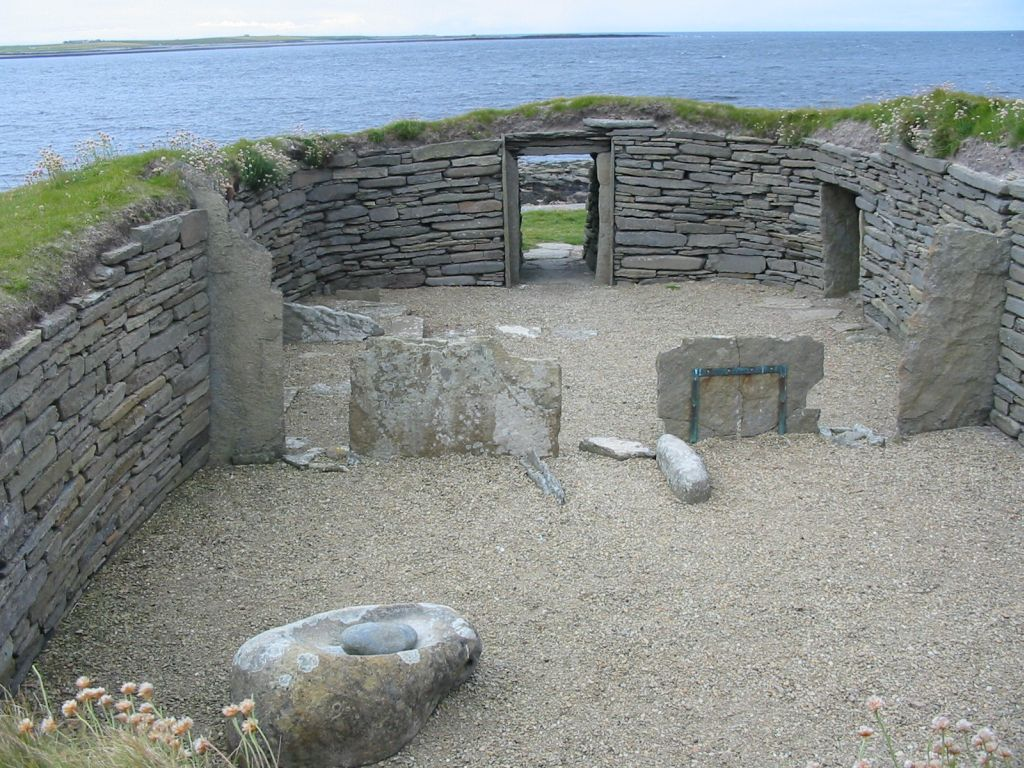
Het hoofdgebouw van Knap of Howar

Papa Westray, (ook wel Papay genoemd) is een van de Orkneyeilanden in Schotland. Er woonden ten tijde van de census van 2001 65 mensen. In 2009 waren dit er 70. Het eiland is zeer vruchtbaar, en dat was lange tijd een van de hoofdredenen dat mensen op Papa Westray gingen wonen.
Papa Westray heeft een paar publieke attracties die met de geschiedenis van het eiland te maken hebben, zoals het Holland House, een bijbehorend museum, en de Neolithische boerderij Knap of Howar.
De oppervlakte is ongeveer 9 km², waarmee het eiland qua oppervlakte het op negen na grootste van de eilandengroep is.

## Infrastructuur
Orkney Ferries vaart van Papa Westray naar Pierowall en Rapness op Westray, en Kirkwall op het Mainland.
Er zijn luchtverbindingen in gebruik van Papa Westray Airport naar Westray en Kirkwall. De vlucht van Papa Westray naar Westray is de kortste ingeplande luchtverbinding ter wereld. De vlucht duurt ongeveer twee minuten, met een snelst gevlogen tijd van 53 seconden.
Tot het einde van 2009 was de veerboot in reparatie en moesten zes schoolkinderen van Papa Westray per vliegtuig naar school.

## Natuur
Op het noordelijkste puntje van het eiland ligt North Hill (49m hoog), het hoogste punt op Papa Westray, en een RSPB-natuurreservaat. Er broeden doorgaans veel zeevogels op het eiland, zoals de noordse stern (Sterna paradisaea) en de kleine jager (Stercorarius parasiticus). Papa Westray was tevens een der laatste plekken waar de reuzenalk (Pinguinus impennis) werd aangetroffen. Het laatste exemplaar hiervan werd uitgeroeid in 1813. In het RSPB reservaat bloeit eveneens het zeldzame bloemetje Primula scotica.

## Geschiedenis

### Neolithicum
De neolithische boerderij Knap of Howar is het oudste bewaard gebleven huis in Noord-Europa. Het werd in 3.500 voor Christus gebouwd. De boerderij, die bestaat uit twee rechthoekige stenen kamers, verbonden door een inwendige deur, en deuren aan de westkant die naar buiten leiden, is deels ondergronds gebouwd, en tot en met het dak bewaard gebleven. Eveneens zijn er voorbeelden van neolithische potten in het huis gevonden. Deze potten werden door archeologen gebruikt om te bepalen uit welke tijd het huis stamt.
Een ander prehistorisch bouwwerk, gelegen op het kleine eilandje Holm of Papa ten oosten van Papa Westray, is een goed bewaard gebleven grafkamer afkomstig uit het neolithicum. De grafkamer, gebouwd met steen uit de omgeving, was ooit een gemeenschappelijke begraafplaats van een prehistorische gemeenschap.

### Triduana
Volgens een legende probeerde de Pictische koning Nechtan in de achtste eeuw een jonge vrouw van het Papa Westray, genaamd Triduana te verleiden, die als antwoord op de liefdesbrief, die de koning haar schreef, haar eigen ogen uitstak. Zij werd later abdis van het nonnenklooster Restalrig, dat tegenwoordig deel uitmaakt van Edinburgh, en werd mettertijd heilig verklaard en Sint Tredwell genoemd (Tredwell is een andere benaming voor Triduana). Er werd een kapel aan haar gewijd op Papa Westray, die later de functie kreeg van pelgrimsoord voor mensen met oogproblemen.

### Papeys
Het eiland behoort tot "Papeys" of "eilanden van de papar". Joseph Anderson merkte op dat:
"The two Papeys, the great and the little (anciently Papey Meiri and Papey Minni), [are] now Papa Westray and Papa Stronsay... Fordun in his enumeration of the islands, has a 'Papeay tertia' [third Papey], which is not now known. There are three islands in Shetland called Papey, and both in Orkney and in Shetland, there are several districts named Paplay or Papplay, doubtless the same as Papyli of Iceland"
Vertaald:
"De twee Papeys, de grote en de kleine (Papey Meiri en Papey Minni), [zijn] nu Papa Westray en Papa Stronsay... Fordun benoemde (...) een 'Papeay tertia' [derde Papey], dat niet bestaat. Er zijn drie eilanden in de Shetland genaamd Papey, en er zijn eveneens verscheidene districten Paplay or Papplay, ongetwijfeld hetzelfde Papyli op IJsland"

### St Boniface en andere artefacten
Op het eiland bevindt zich de 12e-eeuwse parochiekerk van St Boniface, die recentelijk gerestaureerd is en tegenwoordig geopend voor het grote publiek. Op het kerkhof van de kerk bevindt zich een uit periode van de Noormannen gedateerde grafsteen uit (waarschijnlijk) de 12e eeuw. Deze grafsteen staat op een aanzienlijk grote en grotendeels nog niet opgegraven Pictisch religieus centrum van vóór de 9e eeuw na Christus. Ook de overblijfselen van een grotendeels geërodeerde broch gelegen aan de zee kunnen bezocht worden. Verscheidene vroeg-christelijke, gebeeldhouwde stenen die in de buurt van de broch zijn gevonden zijn tentoongesteld in het Tankerness House Museum in Kirkwall en in het Museum of Scotland in Edinburgh.

## Geboren
- John D. Mackay